# Trump Media & Technology Group
Die Trump Media & Technology Group (TMTG), auch bekannt als T Media Tech LLC, ist ein amerikanisches Medien- und Technologieunternehmen, das im Februar 2021 vom Unternehmer und dem US-Präsidenten Donald Trump gegründet wurde. Mit dem 1. Januar 2022 gab der republikanische Kongressabgeordnete Devin Nunes sein Mandat auf, um der Organisation als Chief Executive Officer vorzustehen.
Wichtige Projekte sind Truth Social und andere „nicht-woke“ Angebote auf einem geplanten Streamingdienst namens TMTG+.

## Truth Social
Im Zentrum des Unternehmens steht Truth Social, ein soziales Netzwerk, das als Alternative zu den etablierten Anbietern im Markt fungieren soll. Donald Trump wurde im Januar 2021 u. a. auf Twitter und YouTube permanent und auf Facebook temporär gesperrt. In Folge konzentrierten sich seine Bemühungen auf die Schaffung eines „eigenen“ sozialen Netzwerkes.
Im Dezember 2021 gab TMTG bekannt, es habe bereits eine Milliarde US-Dollar an PIPE-Transaktionen gesammelt. Die Investoren sind unbekannt.
Am 14. Dezember gab TMTG bekannt, ein Abkommen mit dem Videodienst Rumble abgeschlossen zu haben. Es gehe dabei um die Erbringung von Technologie- und Cloudingdiensten.
Die Testphase begann im November 2021. Sie ging am 21. Februar 2022 online.

## Unternehmensrechtliches
TMTG hat angekündigt, über eine special-purpose acquisition company (SPAC) ein an der Börse gehandeltes Unternehmen werden zu wollen. Eine SPAC ist eine Briefkastengesellschaft, die zuerst ihre Anteile verkauft und mithilfe der Investoren eine Privatfirma aufkauft, deren genaue Identität ihnen noch unbekannt ist. Dadurch wird die gekaufte Firma ein börsennotiertes Unternehmen. Auf diese Weise kann im amerikanischen Finanzrecht der Gang an die Börse erheblich verkürzt werden. Am 20. Oktober 2021 kündigte Digital World Acquisition Corp. (DWAC) an, als SPAC zur Verfügung zu stehen und die Fusionierung mit TMTG durchführen zu wollen.

## Finanzen und Börsenkurs
Durch den Börsengang im März 2024 musste die TMTG im Mai 2024 zum Ersten Mal ihre Finanzen offenlegen. Dadurch wurde bekannt, dass die TMTG im ersten Quartal 2024 einen Verlust von 328 Millionen US-Dollar (302 Millionen Euro) geschrieben hatte, bei einem Umsatz von nur 770.500 Dollar. Experten bezeichneten die Aktie als „Meme-Aktie“ und zogen Vergleiche zu den Vorgängen um die Gamestop-Aktie 2021.
Trump Media kam im März 2024 an die Börse. Der Aktienkurs stieg und erreichte einen Höchststand von über 66 US-Dollar. Nach dem Attentat auf Trump am 13. Juli 2024 sprang der Kurs der Aktie auf über 40 US-Dollar. Nach Trumps erstem TV-Duell mit Kamala Harris fiel der Kurs auf rund 17 US-Dollar. 
Die Aktie galt als eine Art Barometer für Trumps Chancen bei der Präsidentenwahl im November 2024. 
Truth Social will sein Geld vor allem mit Werbung verdienen. Es nahm 2023 4,1 Millionen US-Dollar für Werbung ein.
Wenige Tage vor der US-Präsidentschaftswahl am 5. November 2024 fiel der Börsenkurs innerhalb eines einzigen Tages von 51 US-Dollar auf 40,03 US-Dollar (minus 22,3 Prozent).